# 신한여객
신한여객자동차(新韓旅客自動車)는 부산광역시의 버스 운송업체이며 대표자는 성민호다. 태종대 근처인 부산광역시 영도구 태종로 810 (동삼동)에 본사를 두고 있으며, 주로 태종대에서 출발하는 노선을 운영한다. 계열사로는 유한여객이 있다.

## 역사 및 현황
부산시내버스회사 중 2번째로 오래 된 업체로 1951년 5월 21일에 설립되었고, 1962년 8월 7일 현재의 사명으로 변경되었다. 태종여객(太宗旅客)을 1988년도에 인수 합병하였다.

## 차고지
- 본사차고지: 부산광역시 영도구 태종로 810 (동삼동) (8번, 17번, 30번, 88번, 101번, 186번, 1006번 시종착 및 관리 / 190번 야간주박 및 관리)
- 중리영업소: 부산광역시 영도구 중리북로 6 (동삼동) (113번 시종착 및 관리)

## 운행 노선

### 일반버스
- ● 8번 : 태종대 ↔ 해양대입구 ↔ 영도구청 ↔ HJ중공업 ↔ 영도대교(남포역) ↔ 남포동 ↔ 서구청 ↔ 보수초등학교 ↔ 구덕운동장 ↔ 구덕터널 ↔ 새벽시장 ↔ 서부터미널
- ● 17번 : 태종대 ↔ 해양대입구 ↔ 동삼초등학교 ↔ 국립해양박물관 ↔ 대선조선 ↔ HJ중공업 ↔ 영도대교(남포역) ↔ 중앙동 ↔ 부산역 ↔ 범곡교차로 ↔ 서면 ↔ 롯데호텔 부산 ↔ 당감초등학교 ↔ 당감4동 ↔ 백양터널 ↔ 국제백양아파트 ↔ 동원화인아파트 (2023년 7월 29일 66번에서 번호 및 노선 변경)
- ● 30번 : 태종대 ↔ 해양대입구 ↔ 영도구청 ↔ HJ중공업 ↔ 영도대교(남포역) ↔ 남포동 ↔ 부산공동어시장 ↔ 암남동주민센터 ↔ 송도해수욕장 ↔ 송도혜성아파트(종점)(심야겸용 동일)
- ● 88번 : 태종대 ↔ 한국해양대•부산해사고 ↔ 영도구청 ↔ HJ중공업 ↔ 영도대교(남포역) ↔ 부산역 ↔ 부산진역 ↔ 범곡교차로 ↔ 서면 ↔ 부산진구청 ↔ 당감주공 ↔ 은하수공원
- ● 101번 : 태종대 ↔ 해양대입구 ↔ 영도구청 ↔ HJ중공업 ↔ 부산대교 ↔ 부산항만공사 ↔ 부산역 ↔ 부산진시장 ↔ 문현교차로 ↔ 문현초등학교 ↔ 부산세무고등학교 ↔ 대연사거리(대연역)
- ● 113번 : 영도중리 ↔ 부산전신전화국 ↔ 동삼주택 ↔ 영도구청 ↔ 한진중공업 ↔ 영도대교(남포역) ↔ 남포동 ↔ 서구청 ↔ 부평시장 ↔ 서대시장 ↔ 대티고개 ↔ 대티역 ↔ 괴정시장 ↔ 사하구청 ↔ 하단역 ↔ 신평역 ↔ 신평 ↔ 무지개아파트 ↔ 신평배고개 ↔ 동매역
- ● 186번 : 태종대 ↔ 한국해양대•부산해사고 ↔ 국립해양박물관 ↔ 영도구청 ↔ 한진중공업 ↔ 영도대교(남포역) ↔ 국제시장 ↔ 중구청 ↔ 수정산복도로 ↔ 수정2동 ↔ 서광교회•부산범천교회 ↔ 가야시장 ↔ 동의대학교입구 ↔ 개금삼거리 ↔ 경남정보대학 ↔ 럭키아파트(주례역) ↔ 북부산세무서 ↔ 사상우체국 ↔ 부산서부시외버스터미널
- ● 190번 : 한국해양대학교 ↔ 영도구청 ↔ HJ중공업 ↔ 영도대교(남포역) ↔ 부산역 ↔ 부산고 ↔ 중앙공원.민주공원입구 ↔ 부산디지털고등학교 ↔ 혜광고등학교 ↔ 대신여자중학교 ↔ 동아대학교병원 ↔ 부경고등학교 ↔ 부산대학교병원(토성역) ↔ 초장중학교 ↔ 남부민동(이 노선은 유한여객과 공동배차한다.)

### 급행버스
- ● 3003번 : 태종대 ↔ 동삼하리 ↔ 흰여울문화마을 ↔ 영선2동행정복지센터 ↔ 영도대교.남포역 ↔ 남포동 ↔ 서구청 ↔ 구덕운동장 ↔ 학장교차로 ↔ 새벽시장 ↔ 서부시외버스터미널.사상역 ↔ 서부산낙동강교 ↔ 김해국제공항

## 보유 차량

#### 자일대우버스
- 자일대우 NEW BS106

#### 현대자동차
- 현대 뉴 슈퍼 에어로시티
- 현대 저상 뉴 슈퍼 에어로시티
- 현대 유니버스 스페이스 엘레강스
- 현대 일렉시티

#### 우진산전
- 우진산전 아폴로 1100

## 갤러리

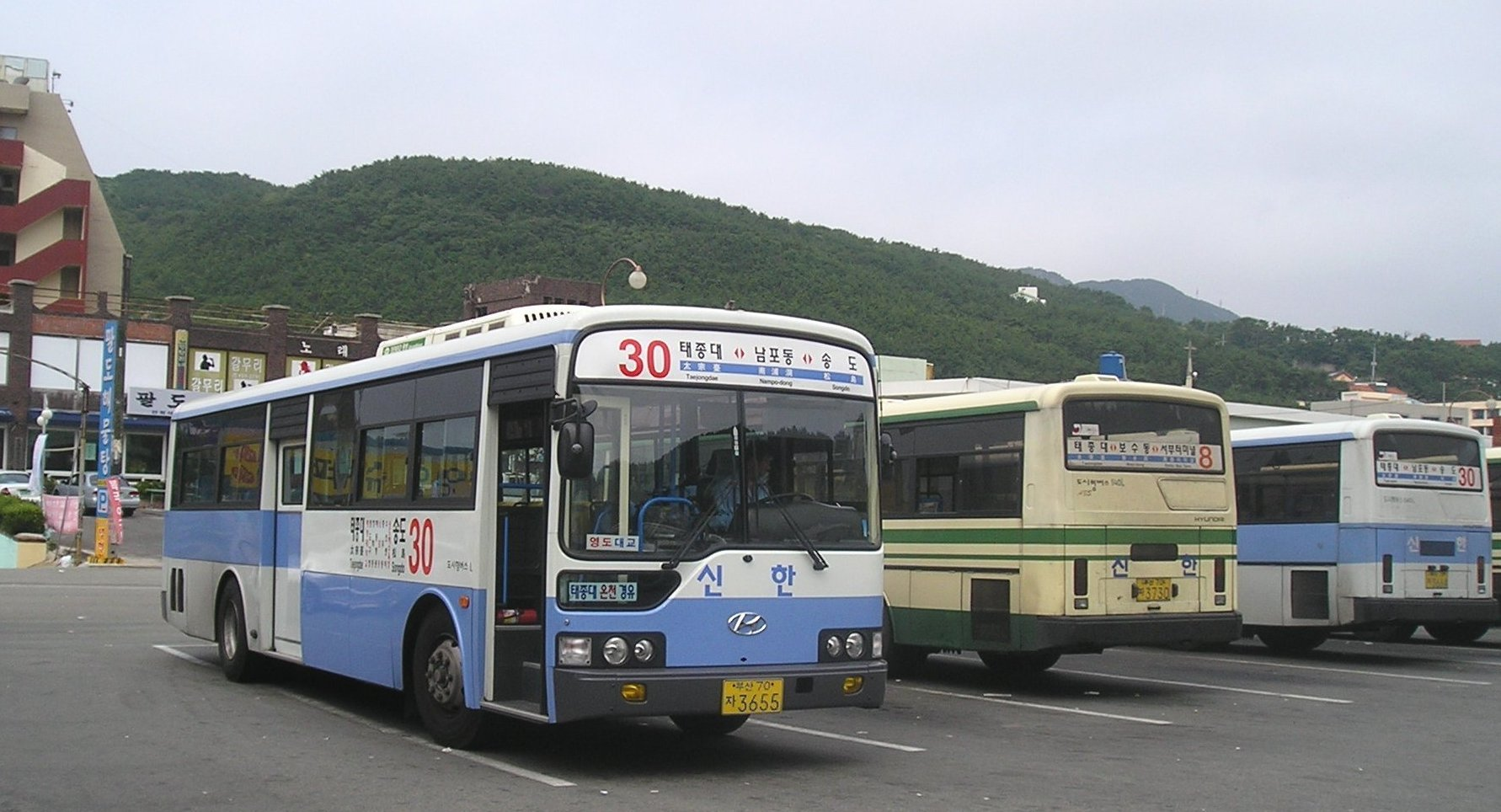
부산시내버스 30번 (대차 전)
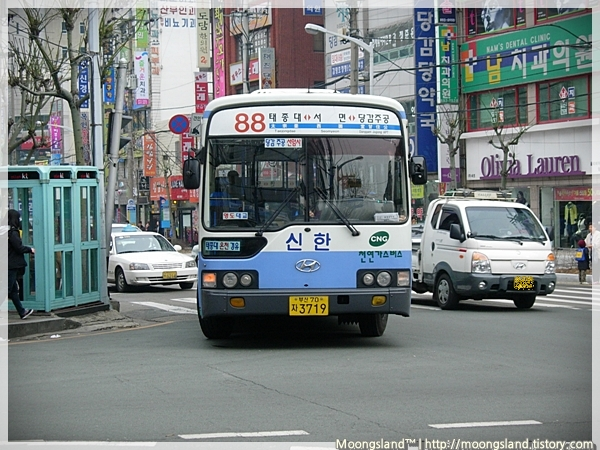
부산시내버스 88번 (대차 전)
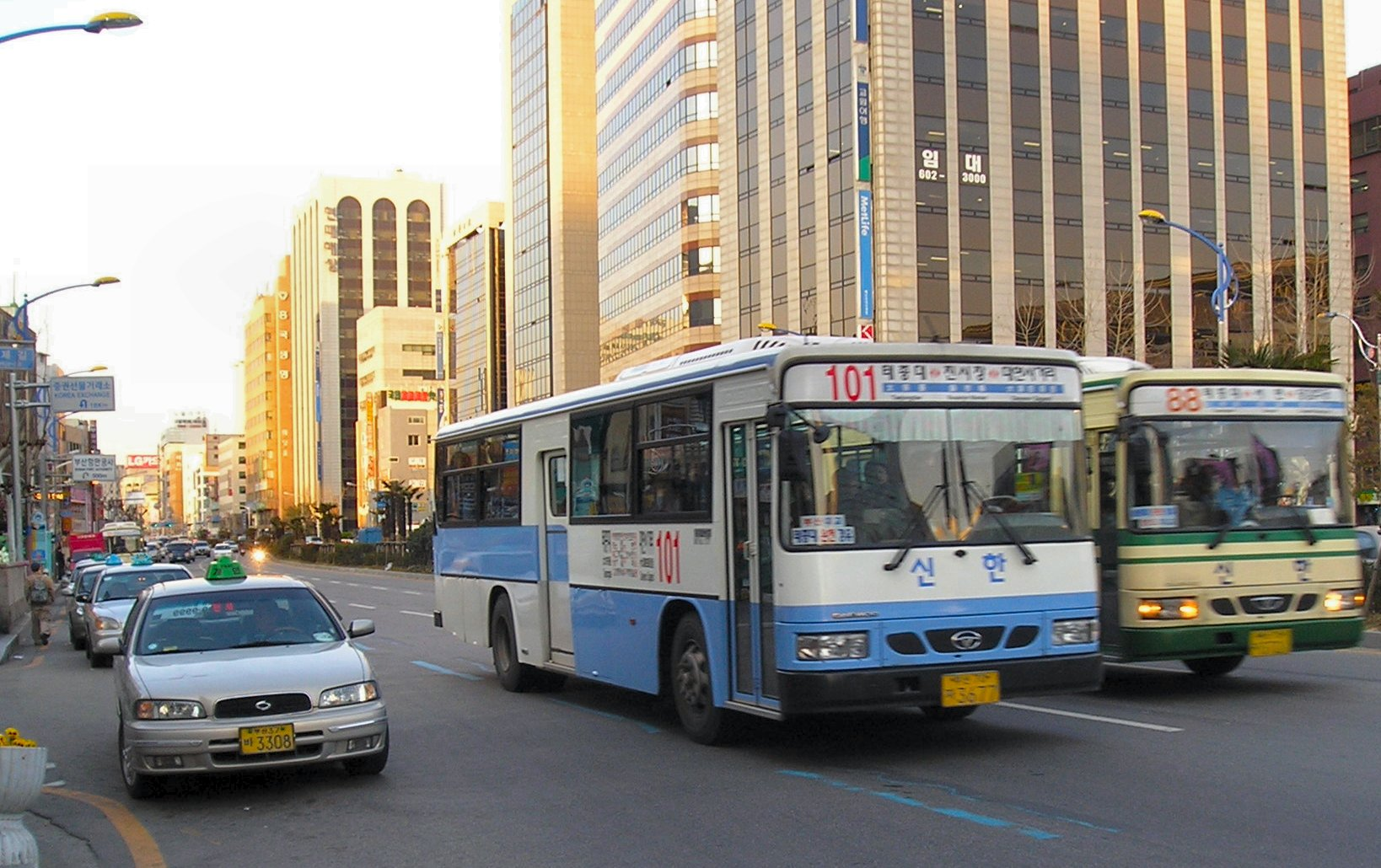
부산시내버스 101번 (대차 전)